# Bronzen boszwartschild
De bronzen boszwartschild (Pterostichus oblongopunctatus) is een keversoort uit de familie van de loopkevers (Carabidae). De wetenschappelijke naam van de soort werd in 1787 gepubliceerd door Johann Christian Fabricius.